# Sefuku-ji
Le Sefuku-ji (施福寺) est un temple bouddhiste de la ville d'Izumi, dans la préfecture d'Osaka au Japon. Il est également connu sous le nom de Makinoo-dera (槇尾寺). Le temple est associé à la secte Tendai. Sa statue principale est une statue de Maitreya. De plus, une statue de Kannon aux mille bras y est particulièrement vénérée. Le Sefuku-ji est le quatrième temple du Pèlerinage de Kansai Kannon.

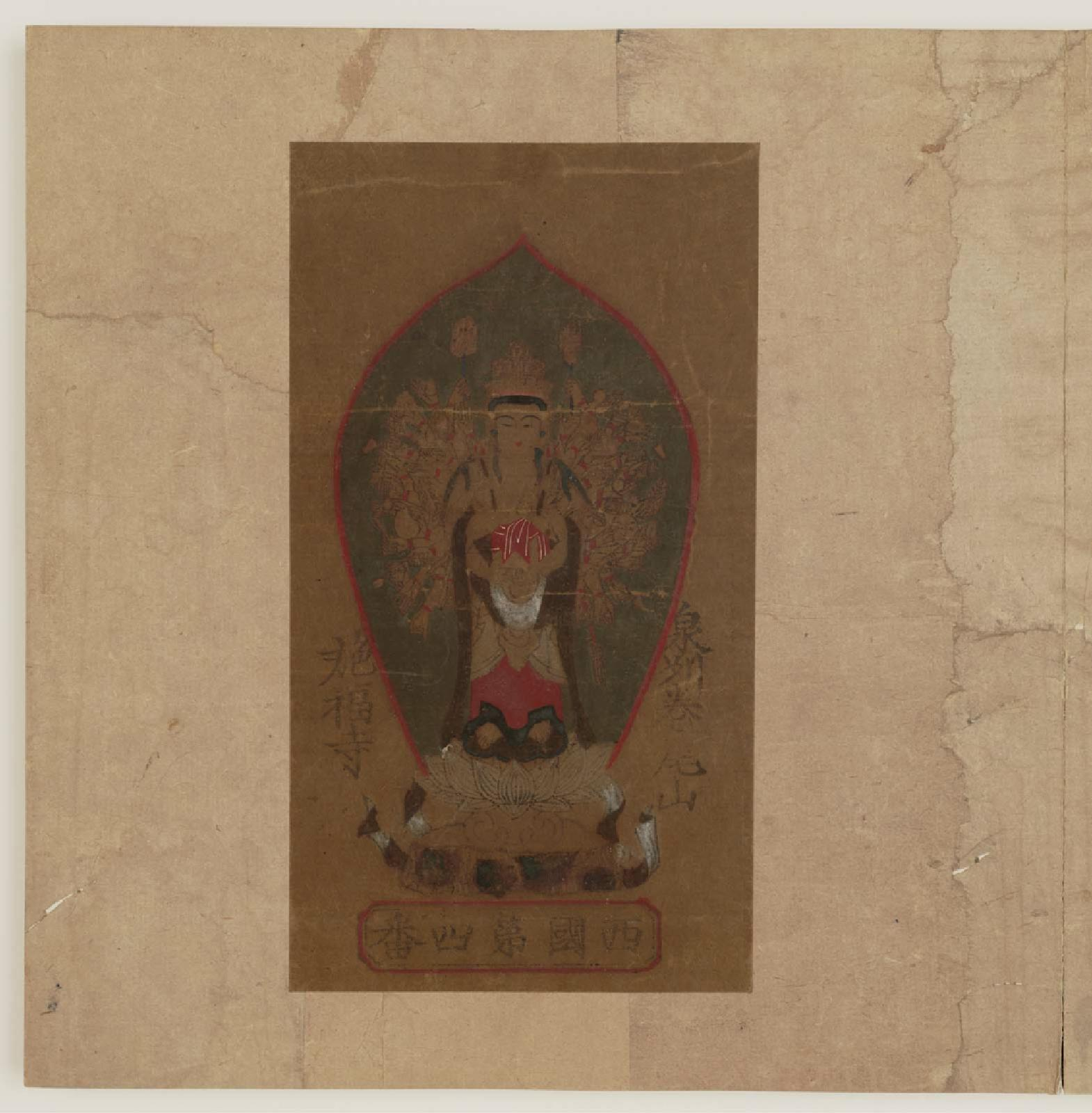
Représentation de la statue de Senju Kannon du temple Sefuku-ji.

## Vue d'ensemble
Le Sefuku-ji a été créé dans le contexte du culte des montagnes au début du bouddhisme japonais. Son fondateur est le légendaire Gyoman, qui aurait construit le temple à la demande de l’empereur Kinmei en 538. Des légendes relient également le temple a l’ascète des montagnes En no Gyōja et au moine Gyōki.
Le temple est étroitement lié au fondateur du Shingon, Kūkai. Kūkai a reçu la tonsure du moine Gonzo à Sefuku-ji en 804. Après son retour de Chine, il a vécu deux ans à Sefuku-ji, y traduisant en japonais une série de sutras bouddhistes.
À son apogée, le temple hébergeait 970 moines et possédait des terres d'une valeur de 20 000 koku. Après la destruction complète du temple par les troupes d'Oda Nobunaga en 1581, Toyotomi Hideyori le fit reconstruire en 1603. Alors que le Sefuku -ji faisait partie du courant Shingon, lors de l'Ère Kan'ei (1624-1643), il a rejoint la secte Tendai. Jusqu'au XIXe siècle, c'était un vaste complexe de temples avec un grand nombre de temples auxiliaires. Un incendie en 1845 détruisit une grande partie des installations, et quelques bâtiments seulement furent reconstruits. Aujourd'hui, il y a 7 bâtiments de temples sur le site, y compris le hall principal datant de 1850.
La statue principale originale aurait été créée en 771 par Hokai Shonin. Elle a brûlé en 1845 et a dû être refaite. Elle est un "Bouddha caché" (hibutsu) et n'est montrée qu'un jour chaque année, le 15 mai.